# Кекавмен
Кекавме́н (грец. Κεκαυμένος; Близько 1020 — після 1081) — візантійський письменник, відомий як автор «Стратегікона», підручника з військового мистецтва.
Походив з вірменської родини, що переселилась у Фессалію у Візантії. Напевне син військовика Катакалона Кекавмена. Його дід по батьку, Кекавмен, був вірменином, дід по матері, Димитрій Полемарх, родом з Болгарії. Його тестем був Нікуліца Делфін, архонт Ларіси.
Кекавмен також автор «Порад і розповідей» — важливого джерела з історії XI ст. Твори Кекавмена — новий жанр візантійської світської літератури, який об'єднує історію з життєвими порадами. "Дейл Карнегі середньовіччя", творець теорії спілкування, тісно пов'язаної з життям, розробив власну концепцію безконфліктного й успішного спілкування. Розробив підходи по самовдосконаленню, навичкам ефективного спілкування, виступу та інші.